# Grand Prix de l’Humanité 1974
Der Grand Prix de l’Humanité wurde 1974 als Etappenrennen mit drei Etappen ausgetragen.
Es nahmen über 100 Fahrer aus elf Ländern teil. Die DDR startete mit einer Nationalmannschaft aus Bahnradsportlern. 
Die erste Etappe führte auf einer Rundstrecke in Le Havre über 48 Kilometer. Es siegte Sinizin aus der UdSSR in 1:05:15 h vor Bernhard Gruner aus der DDR und Leskow (UdSSR). Die zweite Etappe führte über 148 Kilometer von Le Havre nach St. Etienne. In 3:42:12 Stunden siegte erneut Sinizin. Auf den Plätzen folgten mit 3:01 Minuten Rückstand Zdenek Bartoníček aus der ČSSR und František Kališ aus der Tschechoslowakei. Die dritte und letzte Etappe führte über 190 Kilometer von St. Etienne nach Paris. Es siegte in 4:41:40 Stunden Waleri Tschaplygin aus der UdSSR mit 3:41 Minuten Vorsprung vor dem bis dahin Gesamtführenden Sinizin sowie Vlastimil Bartoníček.
Tschaplygin sicherte sich durch den Sieg auf der letzten Etappe auch den Sieg im Gesamtklassement mit 29 Sekunden Vorsprung vor seinem Landsmann Sinizin. Dritter wurde Vlastimil Bartoníček mit 4:04 Minuten Rückstand. Für die DDR belegten Andreas Neuer Platz vier (4:04 Minuten Rückstand), Helmut Taudte Platz sieben (8:20 Minuten Rückstand), Klaus Dieter Greil Platz acht (9:35 Minuten Rückstand), Manfred Ulbricht Platz neun (9:38 Minuten Rückstand) sowie Bernhard Gruner Platz 25 (16:20 Minuten Rückstand). 
Die Gesamtmannschaftswertung entschied die UdSSR für sich. Zweiter wurde die DDR mit 5:40 Minuten Rückstand. Frankreich belegte Platz drei mit 10:43 Minuten Rückstand.